# Heerlerbaan
Heerlerbaan est un ancien village néerlandais, aujourd'hui quartier de la ville de Heerlen, dans la province du Limbourg néerlandais. Le 1er janvier 2008, ce quartier, incluant l'ancien village, comptait 9 872 habitants.